# مكاتب البريد العسكرية البريطانية في إفريقيا

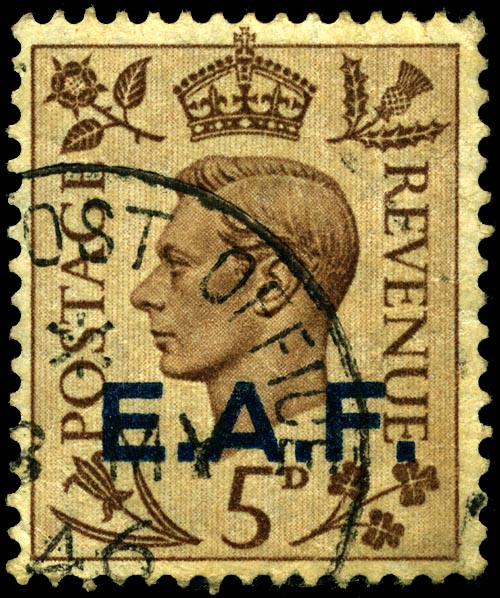
طبعة قوات شرق إفريقيا، 1943

كانت مكاتب البريد البريطانية في إفريقيا عبارة عن نظام مكاتب بريد أنشأته المملكة المتحدة لاستخدامها من قبل قواتها العسكرية في الشرق الأوسط وإفريقيا أثناء وبعد الحرب العالمية الثانية.

## الشرق الأوسط
استخدمت علامة "MEF" على الطوابع البريطانية بدءًا من عام 1942. والتي كانت موجودة في برقة، وإريتريا، وإثيوبيا، والصومال، وطرابلس، وكذلك جزر دوديكانيسيا في بحر إيجه. في بداية عام 1943، بدأ طباعة التعريفات بألوان مختلفة. وفي عام 1947، طبعت طوابع بقيمة 5 شلنات و10 شلنات. في عام 1950، أعلنت الحكومة البريطانية أن الطوابع المطبوعة المتبقية صالحة للإرسال بالبريد في جميع أنحاء المملكة المتحدة، وبالتالي فإن العديد من الطوابع الباقية تحمل ختم البريد البريطاني الداخلي وليس الأجنبي.

## شرق إفريقيا
حصلت القوات البريطانية العسكرية في الصومال الإيطالي على طوابع بريطانية، لكنها حملت علامة "EAF"، واستخدمت بداية من 15 يناير 1943.

## إريتريا والصومال وطرابلس
ابتداء من عام 1948، استخدمت الإدارات العسكرية في إريتريا والصومال وطرابلس طبعاتها الخاصة.